# Ignácio Marcondes Rezende
Ignácio Marcondes Rezende (Pindamonhangaba, 19 de junho de 1859 – SP, 4 de junho de 1919) foi um médico brasileiro.
Terceiro de 9 filhos de Manoel da Costa Rezende e Maria Marcondes Machado,, nasceu em Pindamonhangaba em 19 de junho de 1859.
Transferiu-se para São Paulo, onde concluiu os preparatórios para o curso superior, transferindo-se para a França, onde prestou concurso para medicina.
Graduou-se em Medicina na Faculdade de Medicina e de Farmácia de Bordeaux, na França, em 1882.
Retornou ao Brasil em 1883, já casado com Maria de las Dolores Groupierre Rezende (natural de Cuba), sendo nomeado, em 1884, preparador de Anatomia Patológica da Faculdade de Medicina do Rio de Janeiro.
Apresentou o trabalho Aponevrose omo-clavicular para revalidação de seu diploma no Brasil.
Foi médico da Venerável Ordem Penitenciária.
Participou, por eleição ou indicação, das seguintes entidades:
- Museu de Anatomia da Faculdade de Medicina do Rio de Janeiro;
- Foi eleito membro da Academia Nacional de Medicina em 1887, com o número acadêmico 154, na presidência de Agostinho José de Sousa Lima;[6][5]
- Instituto Histórico e Geográfico de São Paulo;
- membro fundador da Sociedade de Medicina e Cirurgia de São Paulo;
- Sociedade dos Médicos Escritores Paulistas Natos.